# سوارکار برنزی
سوارکار برنزی (به روسی: Медный всадник) یک بنای یادبود از پتر کبیر، نخستین امپراتور روسیه است که در میدان سنا روسیه بر پا شده است. این بنا به دستور کاترین کبیر و توسط مجسمه‌ساز فرانسوی اتین موریس فالکونه ساخته و در تاریخ ۱۸ اوت ۱۷۸۲ رونمایی شد. نام تندیس یادبود از شعری به همین نام از الکساندر پوشکین گرفته شده است که پیوسته یکی از مهم‌ترین از آثار ادبی روسیه شناخته می‌شود. این بنا یکی از برجسته‌ترین نمادهای شهر سنت پترزبورگ محسوب می‌شود.
این یادبود از پیتر کبیر (سلطنت: ۱۶۸۹–۱۷۲۵) در میدان سنا (میدان داکبریست سابق) در سنت پترزبورگ قرار دارد. کاترین کبیر پرنسس آلمانی که با خاندان رومانوف ازدواج کرد و بعدها خود امپراتور روسیه شد، دنباله‌رو اصلاحات پتر کبیر و مشتاق بود خود را به او پیوند دهد تا در چشم مردم مشروعیت پیدا کند.
در مکاتبه با کاترین، دنیس دیدرو نویسنده فرانسوی، اتین موریس فالکونه را که یکی از دوستانش بود برای این کار پیشنهاد کرد. امپراتریس به توصیهٔ او عمل کرد و فالکونه در سال ۱۷۶۶ به روسیه آمد. در ۱۸ اوت ۱۷۸۲، چهارده سال پس از آغاز ساخت، بنای کامل شده در مراسمی با حضور هزاران شرکت‌کننده رونمایی شد. بر دو سوی پایهٔ سنگی به زبان‌های لاتین و روسی عبارت Petro Primo Catharina Secunda MDCCLXXXII / Петру перьвому Екатерина вторая лѣта 1782 به معنای «به پتر یکم از طرف کاترین دوم ۱۷۸۲» حک شده است.
این یادبود متشکل از یک سکوی بزرگ سنگی و یک تندیس اسب‌سوار برنزی از پیتر کبیر است. تندیس، پتر را نشسته بر روی یک اسب با حالتی قهرمانانه به تصویر می‌کشد که دست راست خود را در اشاره به رود نوا افراشته است. اسب پتر روی پاهای عقبی خود برخاسته و می‌توان دید که یک مار را زیر سم‌های خود می‌کشد که احتمالاً تعبیری از پیروزی پتر بر دشمنان اصلاحاتش است. ارتفاع تندیس پتر و اسبش حدود شش متر است، درحالی که سکوی سنگی آن هفت متر ارتفاع دارد که در مجموع ارتفاع بنا را به حدود ۱۳ متر می‌رساند.

## نگارخانه

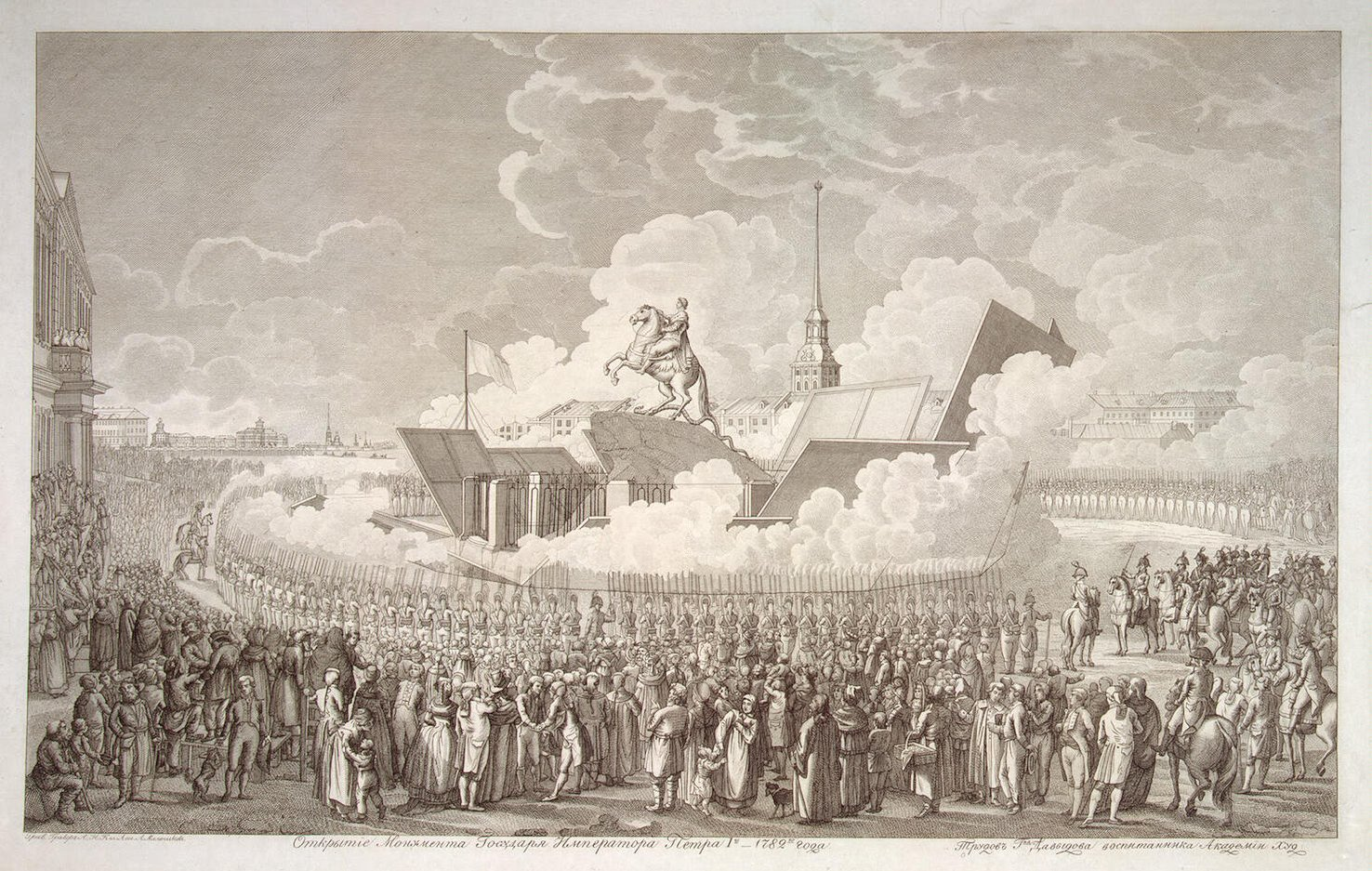
نگارهٔ «افتتاح بنای یادبود پتر کبیر» اثر آ. ک. ملنیکوف در ۱۷۸۲م
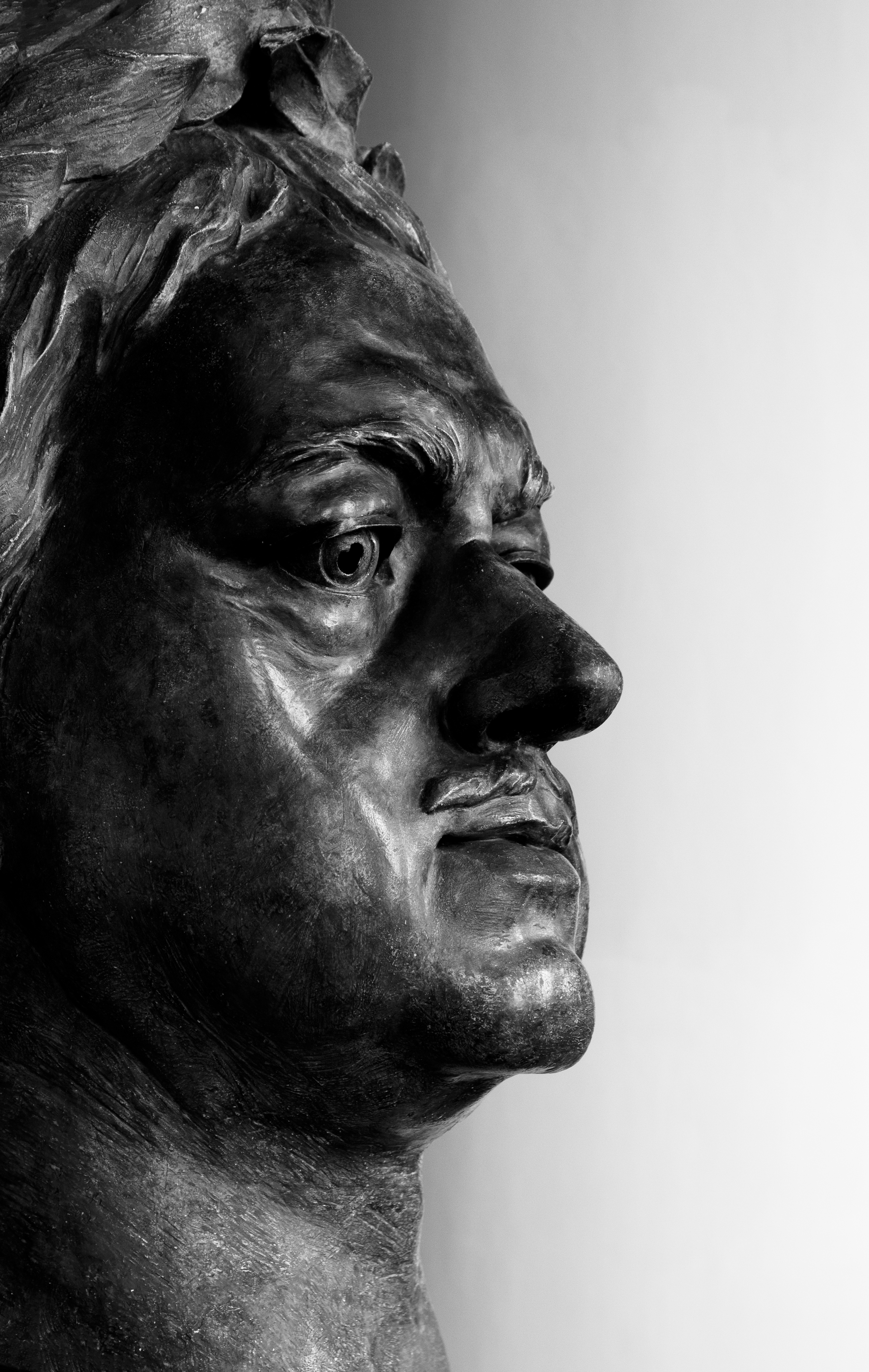
مدل اصلی سر تندیس پتر اثر اتین موریس فالکونه که یادبود بر اساس آن ساخته شد.
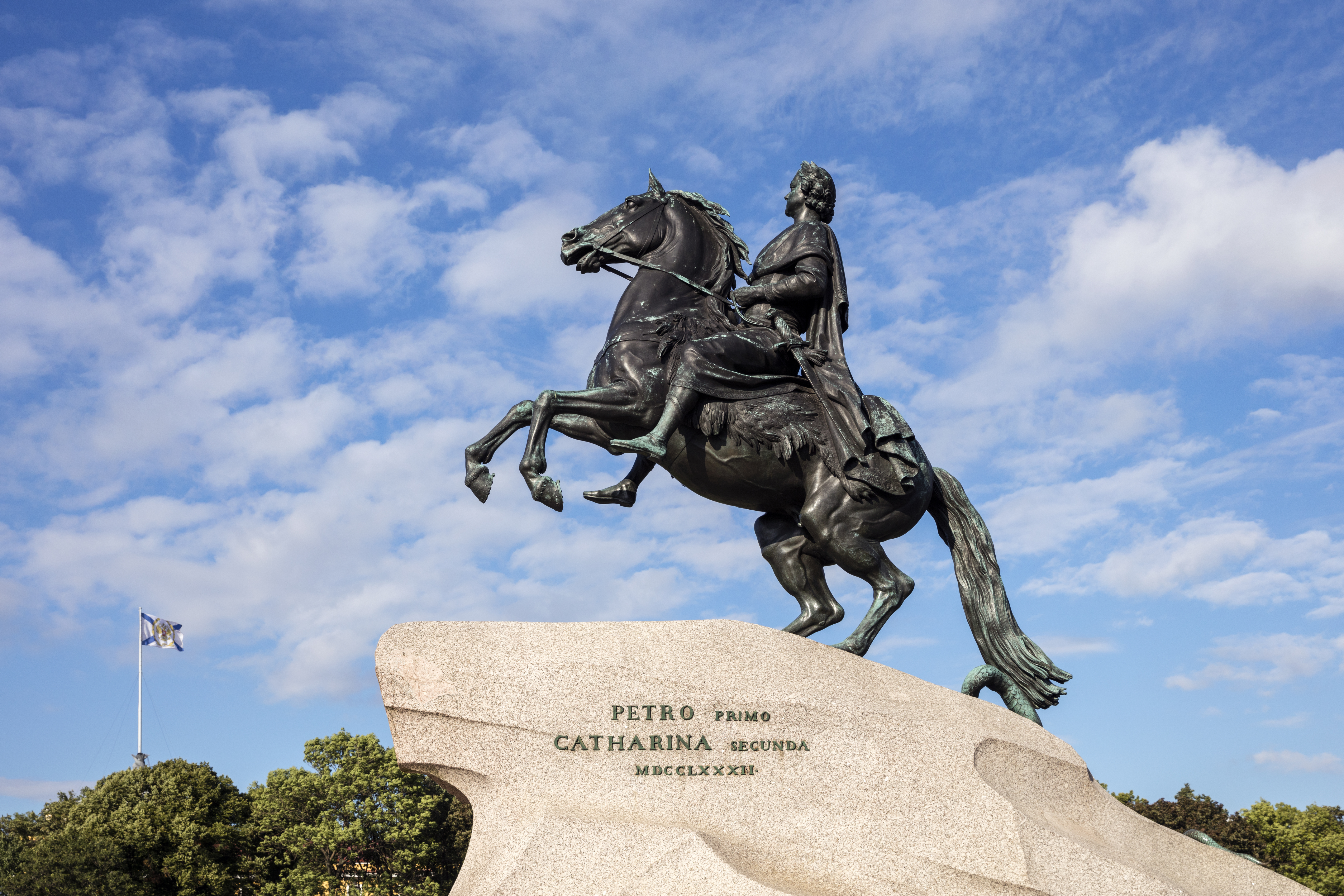
نمایی از یادبود
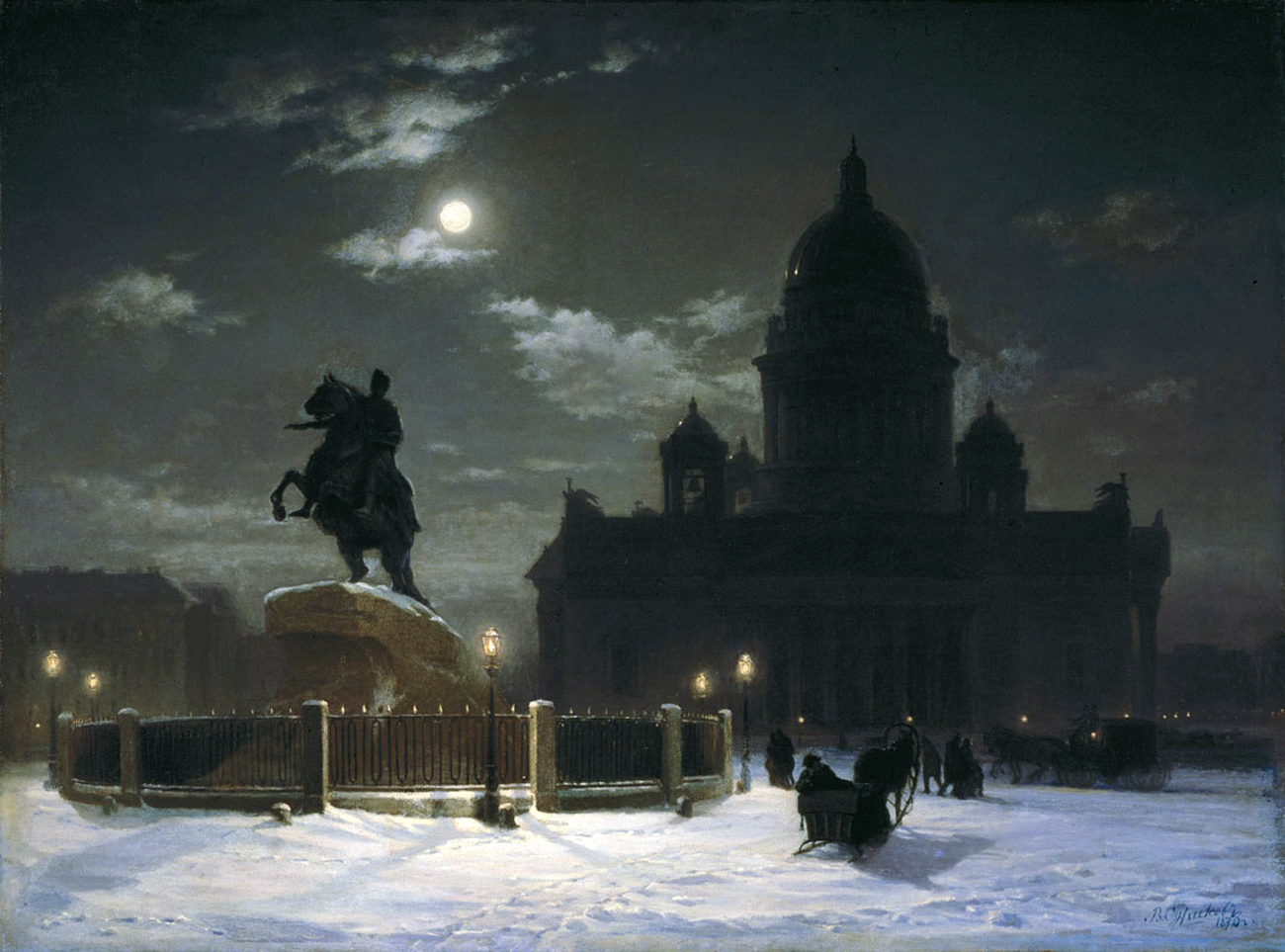
نگارهٔ «سوارکار برنزی» اثر واسیلی سوریکوف در ۱۸۷۰م